# Krastjo Krastew

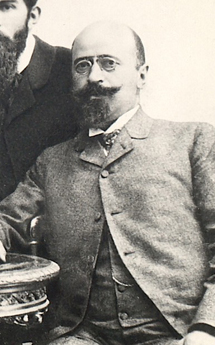
Krastjo Krastew, bekannter als „Dr. Krastew“

Krastjo Kotew Krastew (auch Krastyo Kotev Krastew geschrieben, bulgarisch Кръстьо Котев Кръстев; * 31. Mai 1866 in Pirot, damals Osmanisches Reich, heute Serbien; † 15. April 1919 in Sofia, Bulgarien), bekannt als Dr. Krastew (bulg. д-р Кръстев) war ein bulgarischer Sprachwissenschaftler, Übersetzer, Philosoph, erster bulgarischer Literaturkritiker der Neuzeit und Mitglied der Bulgarischen Akademie der Wissenschaften. Krastew gehörte neben Pentscho Slawejkow, Petko Todorow und Pejo Jaworow zum literarischen Kreis Misal (bulg. Мисъл - Gedanke). Außerdem ist Krastew der Begründer der Bewegung des Neukantianismus in Bulgarien.

## Leben

### Jugend
Krastjo Krastew wurde 1866 in der damals noch zum Osmanischen Reich (heute zu Serbien) gehörigen Stadt Pirot geboren. Seine Familie zählte zu den wohlhabendsten und sein Vater war im Vorstand der Kirchengemeinde. Als seine Heimatstadt 1878 im Russisch-Osmanischen Krieg von der serbischen Armee besetzt wurde, die bulgarischen Einrichtungen geschlossen wurden und Proteste gegen die serbischen Truppen unter der bulgarischen Bevölkerung ausbrachen, wurden sein Vater und weitere Mitglieder seiner Familien interniert. Nach dem Berliner Kongress 1878 wurde Pirot dem nun unabhängigen Fürstentum Serbien zugesprochen und die Familie von Krastjo Krastew schloss sich der Flüchtlingswelle der Bulgaren an, welche Pirot Richtung Bulgarien verließ. In der Region Pirot und in Südostserbien allgemein lebt bis heute eine bulgarische Minderheit. 
In Sofia angekommen, wurde Krastjo im Ersten Sofioter Knabengymnasium eingeschrieben, wo er solides Wissen u. a. in den Fächer Altgriechisch, Französisch, Deutsch, Russisch, Stenographie bekam. 
1885 wurde Krastew Student der Philosophie an der Universität Leipzig.

## Bibliographie
Krastew schrieb auch unter den Pseudonymen W. Miroljubow (bulg. В. Миролюбов), Bojan Blagomirow (bulg. Боян Благомиров), S. Delispasow (bulg. С. Делиспасов), К. К. und weitere.
- Курс по философия. Т. 1. Психология. София 1891
- Етюди и критики. С. 1894
- Към историята на Висшето училище. С. 1897 (Второ допълнено издание - Нашият университет. Статии. С. 1907)
- Литературни и философски студии. Пловдив 1898
- Певец на воля и младост. С. 1906
- Алеко Константинов. Литературен силует. Тутракан 1907
- Млади и стари. Критически очерки върху днешната българска литература. Тутракан 1907 (преиздадена 2004: ISBN 9547394460)
- Петко Тодоров (П. Ю. Тодоров: Идилии). С. 1908
- Поглед в новата българска литература. Т. 1. От Петко до Пенчо Славейков. С. 1910
- Христо Ботйов — П. П. Славейков — П. Тодоров — П. К. Яворов. С. 1917
- Алеко Константинов. Шест статии. С. 1917
- Етюди, критики, рецензии. С. 1978
- Съчинения. Том 1. С. 1996.
- Съчинения. Том 2. С. 2001
- Линиченко. История на поезията. С. 1891
- Лесинг Г.Е. Емилия Галоти. Пловдив 1891
- Ибсен, Хенрих. Избрани драми, С. 1911
- Ботев, Христо. Стихотворения. Автентично издание с критически бележки от д-р Кръстьо Кръстев, С. 1919

Des Weiteren publizierte Krastew regelmäßig in mehreren Zeitschriften, darunter „Периодическо списание“ (von der Bulgarischen Akademie der Wissenschaften), „Труд“, „Денница“, „Демократически преглед“, „Съвременна мисъл“, „Листопад“, на вестниците „Гражданин“, „Демократ“ und „Народ“. Auch international publizierte er Beiträge über die neue bulgarische Literatur in mehreren Druckmedien, darunter die russische Zeitschrift „Современник“, die Zeitung Europa (rus. „Вестник Европы“) aus Sankt Petersburg und die „Internationale Wochenschrift für Wissenschaft, Kunst und Technik“ aus Berlin.